# Малка лопатарка
Малката лопатарка (Platalea minor) е вид птица от семейство Ибисови (Threskiornithidae). Видът е застрашен от изчезване.

## Разпространение
Видът е разпространен във Виетнам, Китай, Макао, Русия, Северна Корея, Тайланд, Хонконг, Южна Корея и Япония.